# Салере (Асти)
Салере је насеље у Италији у округу Асти, региону Пијемонт.
Према процени из 2011. у насељу је живело 59 становника. Насеље се налази на надморској висини од 166 м.